# Earthquake (singel Little Boots)
"Earthquake" − trzeci singel promujący pierwszy studyjny album angielskiej piosenkarki Little Boots zatytułowany Hands.

## Listy utworów i formaty singla
UK CD single

(wyd. 16 listopada 2009)
1. "Earthquake" – 4:04

UK promo CD single

(wyd. 28 września 2009)
1. "Earthquake (Radio Edit)" – 3:25
2. "Earthquake (Sasha Remix)" – 7:51
3. "Earthquake (Clap Mike Amour Remix)" – 3:46
4. "Earthquake (Dekker & Johan Remix)" – 7:04
5. "Earthquake (Treasure Fingers' Epicwave Remix)" – 6:28

UK 7" single

(wyd. 16 listopada 2009)
1. "Earthquake" – 4:04
2. "Catch 22"

UK 12" single

(wyd. 16 listopada 2009)
1. "Earthquake (Sasha Remix)" – 7:51
2. "Earthquake (Joy For Live Remix)"
3. "Earthquake (Treasure Fingers Remix)" – 6:28
4. "Earthquake (Gold Panda Remix)"

## Pozycje na listach przebojów
| Notowanie (2009) | Najwyższa pozycja |
| ---------------- | ----------------- |
| UK Singles Chart | 84                |